# 密特羅德 究極4 穿越未知
《密特羅德 究極4 穿越未知》是由Retro Studios負責開發，任天堂發行在任天堂Switch、任天堂Switch 2上推出的專用遊戲軟體，預計於2025年發售。本作是密特羅德系列的最新作，也是繼2007年發售在Wii平台上的《密特羅德Prime 3 墮落》，睽違18年的《密特羅德 究極》系列第四作。

## 開發
2017年6月，任天堂在2017年E3電子娛樂展的發表會上首度公開該遊戲，並且僅展示了該遊戲的標誌圖像。公開不久後，美國任天堂行銷總監比爾·特里南證實，《密特羅德 究極4》不會由最初開發《密特羅德 究極》系列的工作室Retro Studios負責，但仍然會由系列作的田邊賢輔擔任製作人。2017年底，有傳言稱將由万代南梦宫工作室在新加坡的工作室負責開發，這項消息也在2018年初由Eurogamer確認。
2018年，時任美國任天堂公司總裁雷吉多次表示「《密特羅德 究極4》正順利開發中」。儘管如此，任天堂還是宣布該遊戲不會出現在2018年的E3電子娛樂展上，並表示只會在有「令人驚嘆的東西」時才會對外展示更多新資訊。
2019年1月，美國任天堂無預警發布一段影片，並由任天堂的企劃製作本部長高橋伸也宣布本作將會延後上市。原因是開發項目已重頭開始，並且由原系列開發商Retro Studios負責重新開發的工作。高橋伸也表示，遊戲的開發成果不符合任天堂的預期，因此公司決定重新審視和改變開發結構。在宣布延期發售之後，任天堂的股價下跌了2.8%。
2019年10月，有媒体报导前343 Industries资深模型师Kyle Hefley加入Retro Studios，担任首席角色美术师。2020年2月，媒体报道担任EA DICE美术总监的Jhony Ljungstedt已经加入Retro Studios，担任资深美术总监。
2024年6月18日，《密特羅德 究極4》为任天堂直面會中最后一款公佈的遊戲，并公布了游戏完整标题：《密特羅德 究極4 穿越未知》；游戏计划于2025年在任天堂Switch上發售。
2025年4月2日，在任天堂switch2直面会上作为画质演示游戏登场，宣佈任天堂switch2版本在TV模式支援4K60帧HDR或者1080P120帧HDR。